# Grafschennis
Grafschennis is het met opzet schenden van de plaats waar een lijk begraven is (bijvoorbeeld het onrechtmatig openen van een graf), of het bekladden en/of vernielen van een graf of het daarop gestelde gedenkteken. Ook urineren of defaeceren op een graf wordt gezien als grafschennis.

## Motivering
De meeste mensen en samenlevingen staan vanuit ethisch en religieus perspectief zeer negatief tegen iedere verstoring van de rust van de doden. Daarmee wordt grafschennis vaak als een verachterlijke daad gezien. Toch kwam en komt het voor om verschillende redenen:
- Grafroverij, waardevolle zaken uit graven stelen;
- Het stelen van lichamen. Dit vond tot in de 19e eeuw plaats maar tegenwoordig vrijwel niet meer. De lichamen werden verkocht aan medische scholen en wetenschappelijke onderzoeksinstituten. Ed Gein stal vrouwenlichamen uit graven om hiervan voorwerpen en kleding te maken.
- Vandalisme. Het motief kan balorigheid zijn maar soms zitten hier negatieve gevoelens richting de overledene, of religieuze of politieke motiveringen achter, bijvoorbeeld het bekladden van Joodse graven met hakenkruizen.

Het ruimen van graven voor hergebruik of voor verplaatsing van de begraafplaats wordt in principe niet als grafschennis gezien.

## Belgische wetgeving
Grafschennis wordt in België beteugeld door artikel 453 van het Strafwetboek: 'Met gevangenisstraf van een maand tot een jaar en met geldboete van zesentwintig euro tot tweehonderd euro wordt gestraft hij die zich schuldig maakt aan grafschennis'.
Het Belgische Hof van Cassatie heeft bij arrest van 5 oktober 1999 een vrij ruime definitie van grafschennis gegeven. Grafschennis is de opzettelijk gepleegde materiële daad, gepleegd niet alleen tegen het graf maar ook tegen de rustplaats van een overledene, waardoor zijn nagedachtenis wordt beledigd of gekwetst. In de door het Hof van Cassatie behandelde zaak ging het om een man die 'opzettelijk en ongevraagd in mortuaria binnendrong, foto's nam van overleden meisjes en dat lijkjes werden gemanipuleerd zodat de kinderen gedeeltelijk ontbloot werden gefotografeerd'. Het Hof van Cassatie oordeelde dat de feitenrechter deze feiten als grafschennis had kunnen beschouwen.
In België wordt dus niet alleen het graf beschermd door artikel 453 van het Strafwetboek, maar ook iedere rustplaats van het stoffelijk overschot, zoals het opgebaarde lichaam in een mortuarium.
Het vernielen van grafsteden, gedenktekens of grafstenen wordt in België strafbaar gesteld door artikel 526 van het Strafwetboek, met gevangenisstraf van acht dagen tot een jaar en met geldboete van zesentwintig frank tot vijfhonderd frank (te vermeerderen met de opdecimes).

## Nederlandse wetgeving

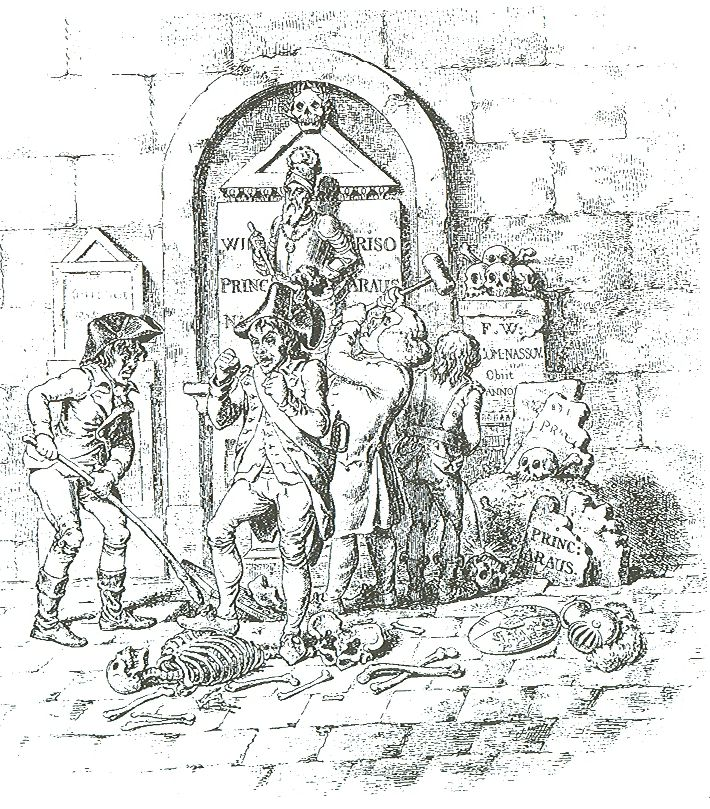
Volkswoede in 1795. De burgers van Leeuwarden vernielen de graven van het huis Nassau-Diez

De Nederlandse wet zegt over grafschennis:
Strafrecht, artikel 149: "Hij die opzettelijk een graf schendt of enig op een begraafplaats opgericht gedenkteken opzettelijk en wederrechtelijk vernielt of beschadigt, wordt gestraft met gevangenisstraf van ten hoogste een jaar of geldboete van de derde categorie."
Strafrecht BES, artikel 155: "Hij die opzettelijk een graf schendt of eenig op eene begraafplaats opgericht gedenkteeken opzettelijk en wederrechtelijk vernielt of beschadigt, wordt gestraft met gevangenisstraf van ten hoogste een jaar."

## Surinaamse wetgeving
Grafschennis wordt in Suriname gestraft door de artikelen 199 en 200 van het Wetboek van Strafrecht.
Deze artikelen bepalen:
'Art. 199. Hij die opzettelijk een graf schendt of enig op een begraafplaats of een plaats van crematie opgericht gedenkteken opzettelijk en wederrechtelijk vernielt of beschadigt, wordt gestraft met gevangenisstraf van ten hoogste een jaar.
Art. 200. Hij die opzettelijk en wederrechtelijk een lijk, delen daarvan of de as ervan opgraaft of wegneemt of een opgegraven of weggenomen lijk, delen daarvan of de as ervan verplaatst of vervoert, wordt gestraft met gevangenisstraf van ten hoogste een jaar of geldboete van ten hoogste driehonderd Surinaamse dollar.'